# Anatolski jeziki
Anatolski jeziki so skupina izumrlih indoevropskih jezikov. V starem veku so se govorili na širšem področju Anatolije. Najbolje izpričana med njimi je hetitščina, ki je obenem najstarejši zapisani indoevropski jezik. 
Anatolski jeziki so v indoevropskem primerjalnem jezikoslovju pomembni zaradi svoje arhaičnosti, saj ohranjajo nekatere značilnosti, ki so kasneje izginile v vseh drugih indoevropskih jezikih (npr. laringale). Prednik anatolskih jezikov (praanatolščina) naj bi se prvi ločil od praindoevropske jezikovne skupnosti.
V to skupino jezikov spadajo:
- hetitščina
- palajščina
- luvijščina
- lidijščina
- likijščina
- karijščina
- milijščina
- pisidščina
- sidetščina